# Otylec

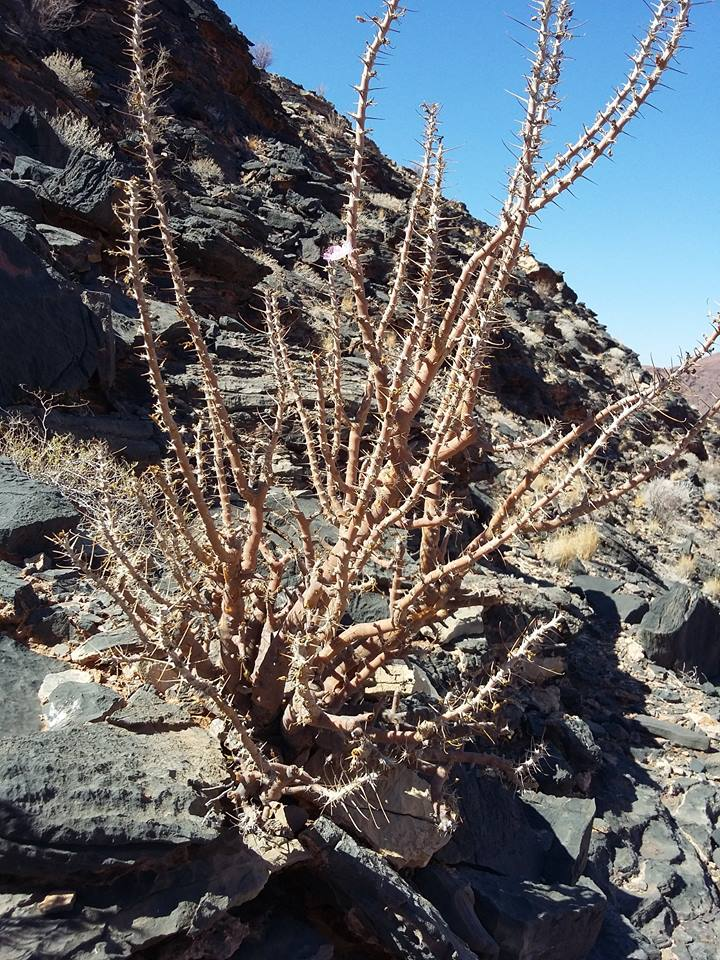
Sarcocaulon marlothii v Namibii

Otylec (Sarcocaulon) je rod rostlin z čeledi kakostovité. Jsou to sukulentní rostliny s pětičetnými pravidelnými květy. Listy jsou nevelké a objevují se jen ve vlhčím období. Rod zahrnuje 14 druhů a je rozšířen výhradně v jižní Africe, kde roste v suchých oblastech. Některé druhy jsou pěstovány ve sbírkách sukulentů.
V současné taxonomii není rod Sarcocaulon uznáván jako samostatný a je řazen na úrovni sekce do rodu Monsonia.

## Popis
Otylce jsou jednodomé, vytrvalé, sukulentní polokeře. Stonek je krátký, silně dužnatý, poléhavý nebo částečně vzpřímený. Větve jsou kryté tlustou, pevnou, voskovitou, průsvitnou kutikulou. U některých druhů jsou na povrchu větévek ostny vzniklé přeměnou vytrvalých řapíků. Listy jsou opadavé, jednoduché, s celistvou, zubatou až silně členěnou, většinou poněkud skládanou čepelí, dvoutvárné (s kratšími a dlouhými řapíky). Listy mohou být zelené nebo sivé, lysé nebo chlupaté. Palisty jsou opadavé nebo poloopadavé. Květy jsou oboupohlavné, pravidelné, stopkaté, vyrůstající jednotlivě v paždí listů. Kalich i koruna jsou složeny z 5 volných lístků. Korunní lístky jsou poněkud svraskalé. Tyčinek je 15 a jsou uspořádány v 5 skupinách, v rámci nichž mají na bázi srostlé nitky. Semeník je svrchní, srostlý z 5 plodolistů, se stejným počtem komůrek obsahujících po 2 vajíčkách. Plody jsou poltivé (schizokarp), rozpadající se na 5 jednosemenných plůdků.

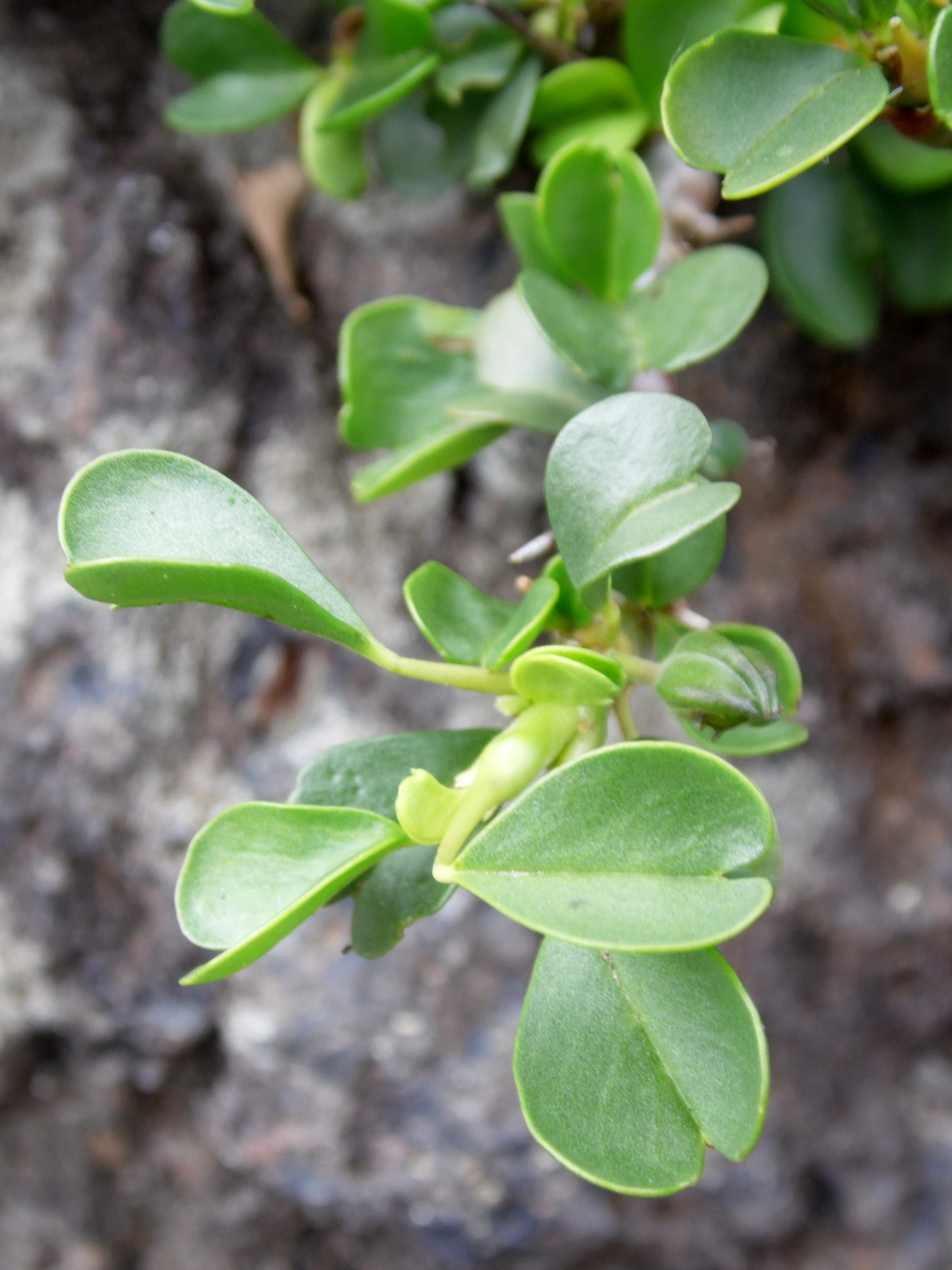
Listy Sarcocaulon burmannii
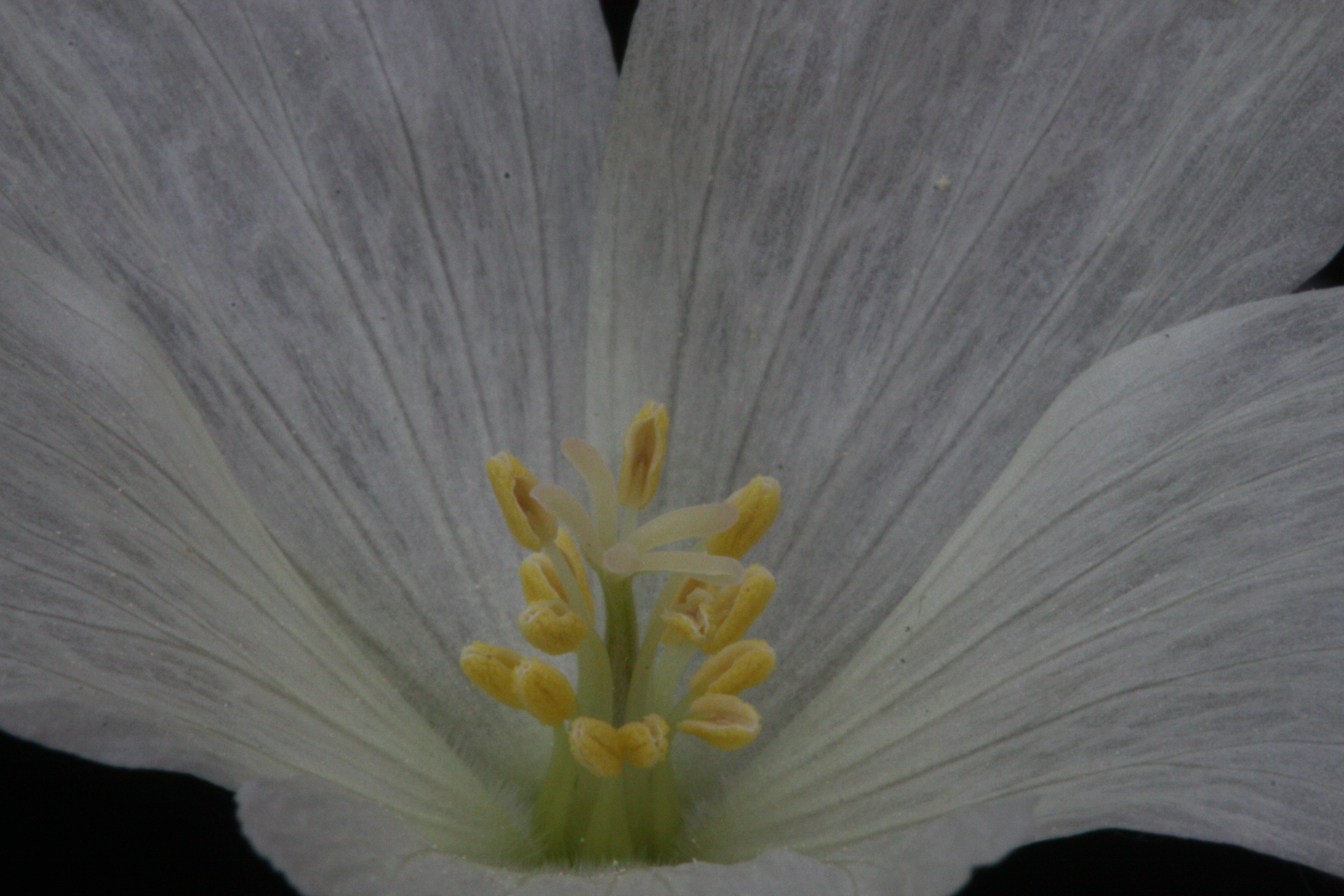
Detail květu S. crassicaule

## Rozšíření
Rod otylec zahrnuje 14 druhů a je rozšířen výhradně v jižní Africe.
Celkový areál sahá od jihozápadní Angoly po jihovýchod Jihoafrické republiky, převážná většina druhů roste v Jihoafrické republice a Namibii. Otylce se vyskytují v aridních oblastech a nejčastěji rostou ve skalních štěrbinách a na písčitých plochách mezi skalami. Vyskytují se na kyselých i zásaditých podkladech a rostou od nížin až do nadmořských výšek okolo 1800 metrů. Rostou spíše jednotlivě a nevytvářejí porosty.

## Zajímavosti
Větévky otylce mají na povrchu tak silný voskový povlak, že je možné je zapálit a použít k rozdělání ohně.

## Ekologické interakce
Rostliny jsou silně přizpůsobeny růstu v suchém prostředí. Ztrátám vody zabraňuje zejména tlustá, voskovitá kutikula. Byl popsán případ rostliny žijící po vytržení ze substrátu bez vody ještě 11 let. Po většinu roku jsou rostliny bezlisté, listy se objevují pouze dočasně po deštích nebo při dostatečné vlhkosti z mlhy. U mnohých druhů se čepel listů skládá plochami k sobě, čímž rovněž snižuje odpar vody. Rostliny většinou kvetou v bezlistém stavu.
Plody se rozpadají na jednosemenné plůdky, které na rozdíl např. od pumpavy nejsou vystřelovány do okolí.

## Taxonomie
Jméno Sarcocaulon bylo poprvé uveřejněno v roce 1824 Pyramem de Candolle, který jej publikoval jako novou sekci rodu Monsonia. O 2 roky později tuto sekci přeřadil Robert Sweet na úroveň samostatného rodu.
Současná taxonomie se kloní spíše k původnímu konceptu a Sarcocaulon je uznáván jen jako sekce rodu Monsonia.

## Význam

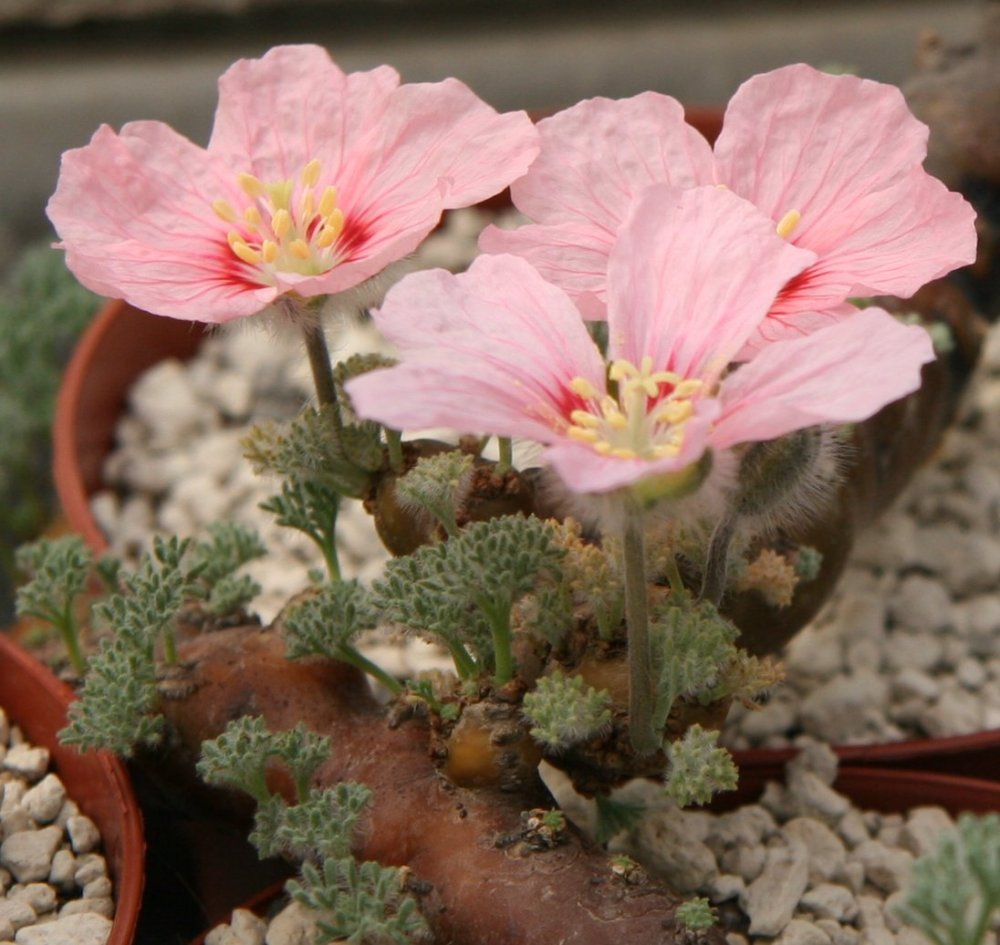
Sarcocaulon multifidum v kultuře

Otylce jsou zajímavé sukulenty, které se však ve sbírkách sukulentů objevují spíše vzácně.